# Venezillo arizonicus
Venezillo arizonicus är en kräftdjursart som först beskrevs av Stanley B. Mulaik 1942.  Venezillo arizonicus ingår i släktet Venezillo och familjen Armadillidae. Inga underarter finns listade i Catalogue of Life.